# Vivace
Vivace é a palavra em italiano para "vivaz" e designa um andamento musical rápido - mais rápido que o allegro e menos rápido que presto. Equivale a uma indicação metronômica de 132-160 batidas por minuto.
Difere  de outros movimentos rápidos por seu caráter dançante. Geralmente é escrito em  compasso {\displaystyle {\frac {3}{4}}} e variantes.[carece de fontes?]
Nas sonatas e concertos costuma ser o último movimento, por ser mais leve.[carece de fontes?]